# Ravnstrup (Herlufmagle Sogn)
 For alternative betydninger, se Ravnstrup. (Se også artikler, som begynder med Ravnstrup)
Ravnstrup er en herregård der ligger nord for Næstved på Sydsjælland.
Den har eksisteret siden 1300-tallet. I Oluf Daa opførte et nyt hovedhus i to etager i 1494. Denne bygning brændte i 1947, men blev genopført i et nyt design af Ole Hagen.
I 1989 blev Ravnstrup brugt som agent-nissen A-38's bolig i julekalderen Nissebanden i Grønland.

## List of owners
- (1396-1407) Esbern Pedersen Krumpen
- (1407- ) Jens Esbernsen Krumpen
- ( - ) Herluf Nielsen Snekken
- ( -1496) Claus Daa
- (1496-1532) Oluf Daa
- (1532-1575) Claus Daa
- (1575-1600) Oluf Daa
- (1600-1641) Claus Daa
- (1641-1668) Christian Daa
- (1668-1672) Erik Krag
- (1668-1672) Oluf Rosenkrantz
- (1668- ) Mathias Worm
- (1672- ) Jens Nielsen Spend
- (1672-1690) Anders Jespersen Engberg
- (1690-1709) Hector Gottfried Masius
- (1709-1719) Christian Masius von de Maase
- (1719-1720) Jakob Hjort
- (1720) Frederik von de Maase
- (1720-1721) Edele Cathrine, gift 1) Kaas, 2) Wessel
- (1721-1740) Caspar von Wessel
- (1740-1747) Thomas Nielsen
- (1747-1760) Niels de Hofman
- (1760-1768) Eggert Christopher Knuth
- (1768-1778) Jørgen Mauritsen
- (1778-1805) Frederik Wilhelm Wedel-Jarlsberg
- (1805-1823) Conrad Danniskiold-Samsøe
- (1823-1843) Johanne Henriette Valentine Danneskiold-Samsøe bée Kaas
- (1843) Gustav Grüner
- (1843-1890) Georg Johan Røbye Grüner
- (1890-1896) Boet efter Georg Johan Røbye Grüner
- (1896-1917) Victor Hahn
- (1917-1918) Justus Ulrich
- (1918-1919) C. Jakheller
- (1919-1920) C. Wester
- (1920-1921) Johannes Berntsen
- (1921-1929) G.C. Jessen
- (1929- ) G. Howden-Rønnekamp
- (1936- ) U.O. Fischer-Rasmussen
- ( - ) E. Fischer-Rasmussen
- (2010- ) Hans Erik Larsen